# Dreiland-Klinikum Lörrach

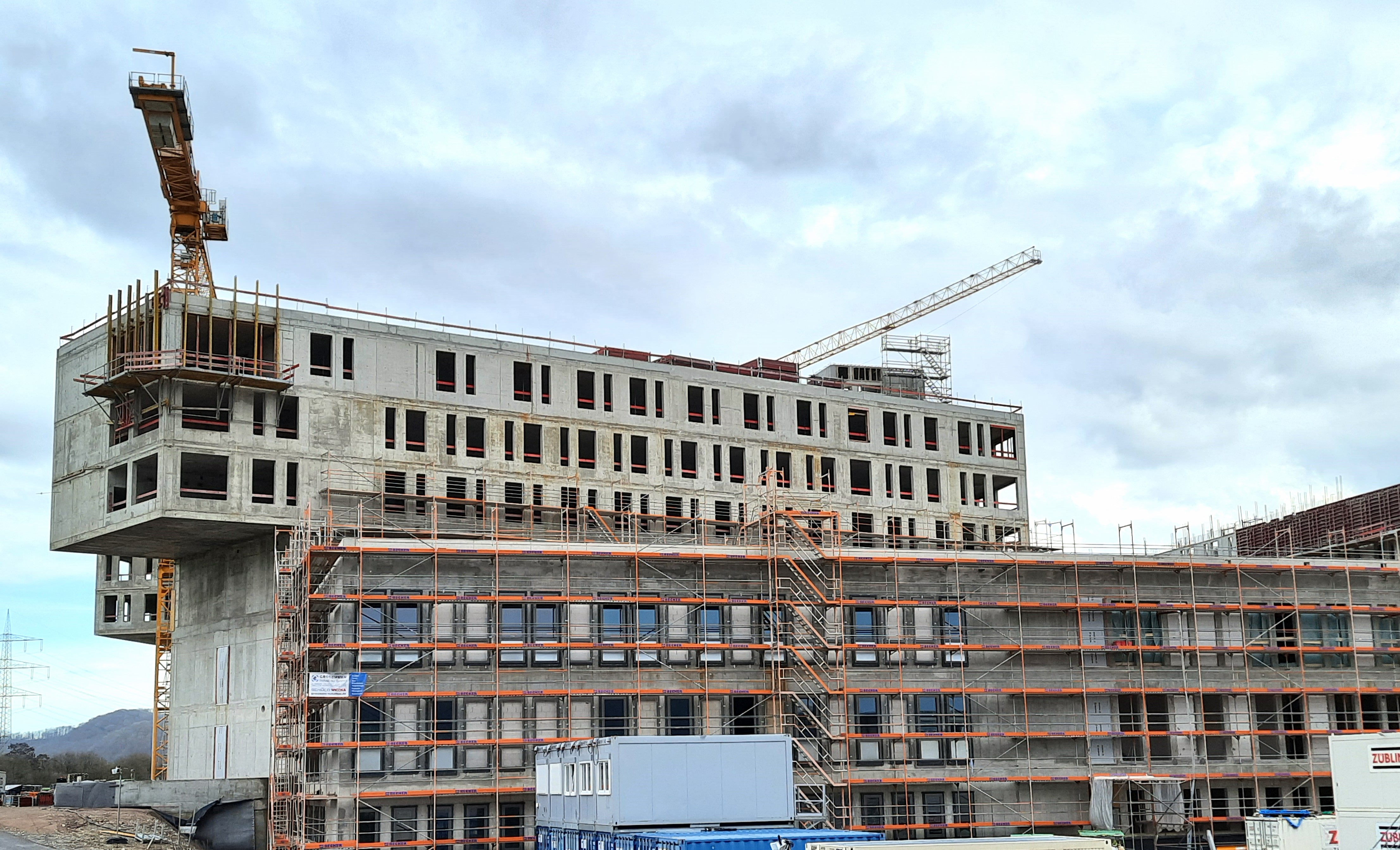
Baustelle des Zentralklinikums im Januar 2023

Das Dreiland-Klinikum Lörrach, während der Bauphase: Zentralklinikum Lörrach, ist ein sich im Bau befindendes Krankenhaus der Zentralversorgung im Südwesten Baden-Württembergs. Vorgesehen ist eine Bettenzahl von 677 und die Integration einer psychiatrischen Einheit mit 145 Betten. Für die Errichtung des Krankenhauses ab 2020 im Norden der Stadt sind umfangreiche infrastrukturelle Maßnahmen erforderlich. Der Campus für das Zentralklinikum in Lörrach umfasst eine Fläche von rund 9,7 Hektar.

## Geschichte

### Planungsphase
Im April 2017 fällte der Lörracher Kreistag die Entscheidung, alle bisherigen Standorte der Kreiskliniken sowie das St. Elisabethen-Krankenhaus unter einem Dach zusammenzubringen und es am Standort Entenbad im Norden Lörrachs anzusiedeln. Nach einem Ideenwettbewerb im Dezember desselben Jahres begannen 2018 umweltschutzrechtliche Prüfungen. Im Frühjahr 2018 wurde das Wettbewerbsergebnis verkündet. Der erste Preis ging an zwei Architekturbüros aus Frankfurt am Main und Berlin, welche einen Entwurf in Kooperation einreichten. Das Zentralklinikum wird vollständig im Ortsteil Brombach liegen. Dafür wird die Gemarkungsgrenze zwischen Hauingen und Brombach neu gezogen und Gemarkungsflächen getauscht.
Am 10. April 2019 wurden Unterlagen für das Planfeststellungsverfahren zur Verlegung der Landesstraße 138 West eingereicht. Zudem ist die Errichtung eines für das Klinikum eigenen Haltepunktes der Wiesentalbahn vorgesehen.

### Bauphase

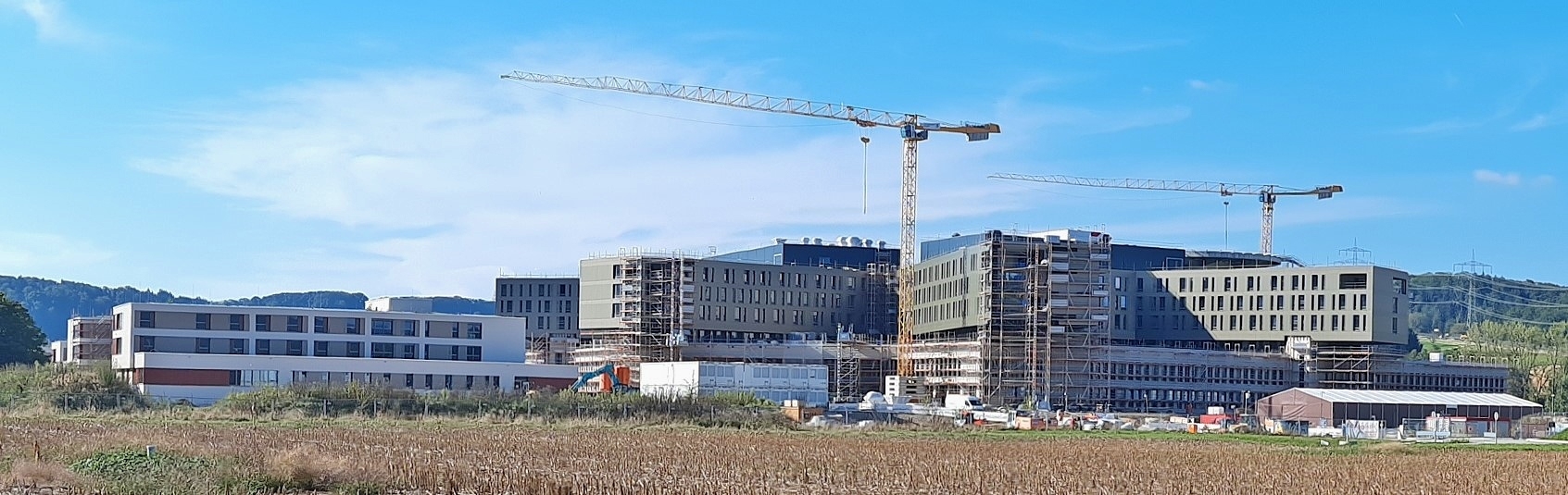
Baustelle des Zentralklinikums im September 2024

Im Januar 2020 erfolgte der Spatenstich für die Verlegung der L138, die im Mai desselben Jahres in einer provisorischen Verkehrsführung für den Verkehr wieder freigegeben wurde. Im Sommer desselben Jahres wurde eine angepasste Trassenführung der Landesstraße an den neu errichteten Kreisel und den unveränderten Verlauf der Straße Richtung Steinen angeschlossen. Zentrales Entscheidungskriterium für den Bau des Zentralklinikums in Lörrach war dessen Anbindung bis 2025 über die S-Bahn-Linie Basel–Zell im Wiesental. Dieser Anschluss kann laut DB voraussichtlich erst 2035 fertiggestellt werden, da wegen mangelnder Gleise nicht der bisherige Takt aufrechterhalten werden kann, ohne dass Halte entfallen würden. Bis dahin soll ein Pendelbus den Verkehr ins Klinikum aufrechterhalten, was wiederum zu weiteren Verkehrsproblemen führen würde. Dieser Umsetzungspunkt hat sich mittlerweile zu einem Politikum entwickelt, der auf zahlreiche Kritik stößt. Aus diesem Grund soll der Umsetzungszeitpunkt entsprechend nachverhandelt werden.
Der Spatenstich für den Gebäudekomplex des Zentralklinikums erfolgte am 9. November 2020. Am 25. Mai 2021 wurde das Richtfest begangen. Für den Bedarf an Beton wurde vor Ort ein eigenes Betonwerk errichtet. Insgesamt wird am Bauwerk 56.000 Kubikmeter Beton verbaut und 3800 Tonnen Bewehrungsstahl benötigt. Um Beton zu sparen, sind im Rohbau 135.000 Kunststoffhohlkörper enthalten.

## Planung
Im Sommer 2020 war der Baubeginn geplant. Die Eröffnung ist frühestens für Herbst 2026 vorgesehen (Stand 02/2025). Für das Zentralklinikum Lörrach soll etwa eine Fläche von 7 bis 8 Hektar erschlossen werden. Die Baukosten inklusive der Medizintechnik wird auf rund 314 Mio. Euro (Stand Juni 2019) veranschlagt.
Der Campus soll nach derzeitigem Stand (Sommer 2023) folgende Teile umfassen:
- eine Versorgungszentrale
- Zentrum für seelische Gesundheit, Fertigstellung Juni 2025
- Zentralklinikum, Fertigstellung Dezember 2025
- DRK-Rettungswache: Fertigstellung 2025
- Parkhaus mit 1200 Kfz-Stellplätzen: Fertigstellung Oktober 2025

Die Fertigstellung eines Ärztehauses und des Hauses der Gesundheit ist ungewiss.
Die baulichen Daten des Klinikums:
- Grundfläche: 19.000 Quadratmeter
- Nutzfläche: 43.000 Quadratmeter
- Technikfläche: 10.900 Quadratmeter
- Verkehrsfläche: 25.200 Quadratmeter

- Bruttogeschossfläche: 89.600 Quadratmeter
- Bruttorauminhalt: 405.100 Kubikmeter
- Räume: über 2400, davon 430 Technikräume
- 12 OP-Säle, 1 Hybrid-OP-Saal, 6 Kreißsäle

Verbautes Material:
- Beton: 55.000 Kubikmeter
- Mauerwerk: 5800 Quadratmeter
- Baustahl: 9000 Tonnen